# Expedice 46
Expedice 46 byla šestačtyřicátou expedicí na Mezinárodní vesmírnou stanici (ISS). Expedice začala v prosinci 2015 a trvala do 2. března 2016. Byla šestičlenná, tři členové posádky přešli z Expedice 45, zbývající trojice na ISS přiletěla v Sojuzu TMA-19M.
Sojuz TMA-18M a Sojuz TMA-19M expedici sloužily jako záchranné lodě.

## Posádka
| Pozice          | 1. část (prosinec 2015)                  | 2. část (prosinec 2015 – březen 2016)    |
| --------------- | ---------------------------------------- | ---------------------------------------- |
| Velitel         | Scott Kelly (4), NASA                    | Scott Kelly (4), NASA                    |
| Palubní inženýr | Sergej Volkov, (3), Roskosmos (CPK)      | Sergej Volkov, (3), Roskosmos (CPK)      |
| Palubní inženýr | Michail Kornijenko, (2), Roskosmos (CPK) | Michail Kornijenko, (2), Roskosmos (CPK) |
| Palubní inženýr |                                          | Jurij Malenčenko, (6), Roskosmos (CPK)   |
| Palubní inženýr |                                          | Timothy Kopra, (2) NASA                  |
| Palubní inženýr |                                          | Timothy Peake (1), ESA                   |

V závorkách je uveden dosavadní počet letů do vesmíru včetně této mise.
Zdroj pro tabulku: NASA, AstroNote.
Záložní posádka:
- Jeffrey Williams, NASA
- Oleg Skripočka, Roskosmos (CPK)
- Sergej Volkov, Roskosmos (CPK)
- Anatolij Ivanišin, Roskosmos (CPK)
- Takuja Óniši, JAXA
- Kathleen Rubinsová, NASA